# Dendropanax pachypodus
Dendropanax pachypodus är en araliaväxtart som beskrevs av José Cuatrecasas. Dendropanax pachypodus ingår i släktet Dendropanax och familjen Araliaceae. Inga underarter finns listade.